# J. Alexander Baumann
Pour les articles homonymes, voir Baumann.
J. Alexander Baumann, né le 10 décembre 1942 à Zurich (originaire de Flüelen) et mort le 2 février 2022 à Davos, est une personnalité politique suisse, membre de l'Union démocratique du centre.
Il est député du canton de Thurgovie au Conseil national de 1995 à 2011.

## Biographie
J. Alexander Baumann naît le 10 décembre 1942 à Zurich. Il est originaire de Flüelen, dans le canton d'Uri.
Il est avocat de profession et a le grade de lieutenant-colonel à l'armée.
Il meurt d'un infarctus le 2 février 2022 à son domicile à Davos.

### Parcours politique
J. Alexander Baumann est membre du Grand Conseil du canton de Thurgovie de 1988 à 1995.
Il siège au Conseil national comme député représentant le canton de Thurgovie de fin 1995 à fin 2011. Il y est membre de la Commission des affaires juridiques (CAJ), qu'il préside de décembre 1999 à novembre 2001, de la Commission judiciaire (CJ) à partir d'avril 2003, et de la Commission de gestion à partir de décembre 2007.